# Гримальди-Каваллерони, Джироламо
Джироламо Гримальди-Каваллерони (итал. Girolamo Grimaldi-Cavalleroni; 20 августа 1597, Генуя, Генуэзская республика — 4 ноября 1685, Экс-ан-Прованс, королевство Франция) — итальянский куриальный кардинал и папский дипломат. Губернатор Рима и вице-камерленго Святой Римской Церкви с 26 апреля 1628 по 1 марта 1632. Губернатор Перуджи и Умбрии с 24 мая 1634 по 29 января 1636. Титулярный архиепископ Селевкии Исаврийской с 25 февраля 1641 по 13 июля 1643. Апостольский нунций во Франции с 27 марта 1641 по 25 июня 1643. Архиепископ Экс-ан-Прованса c 30 августа 1655 по 4 ноября 1685. Кардинал-священник с 13 июля 1643, с титулом церкви Сант-Эузебио с 17 октября 1644 по 11 октября 1655. Кардинал-священник с титулом церкви Сантиссима-Тринита-аль-Монте-Пинчо с 11 октября 1655 по 28 января 1675. Кардинал-епископ Альбано с 28 января 1675 по 4 ноября 1685.